# 锥台
棱台是几何学中研究的一类多面体，指一个棱锥被平行于它的底面的一个平面所截後，截面与底面之间的几何形体。截面也称为棱台的上底面，原来棱锥的底面称为下底面。随着棱锥形状不同，棱台的称呼也不相同，依底面多边形而定，例如底面是正方形的棱台称为方棱台，底面为三角形的棱台称为三棱台，底面为五边形的棱台称为五棱台等等。棱台是平截头体的一类，也是更广义的拟柱体的一种。根据所截的是圆锥还是棱锥，可分为圆台与棱台。
从棱台的定义可以推知，一个以n边形为底面的棱台，一共有2n个顶点，n+2个面以及3n条边。棱台的对偶多面体是双锥。棱台的对称性取决于原来棱锥。如果原来的棱锥是正棱锥，那么棱台和正多边形有相同的对称结构（同构的对称群）。

## 性质

### 体积
棱台的体积取决于两底面之间的距离（棱台的高），以及原来棱锥的体积。设{\displaystyle h}為棱台的高，{\displaystyle S_{u}}和{\displaystyle S_{d}}為棱台的上下底面積，{\displaystyle V} 為棱台的体积。由于棱台是由一个平面截去棱锥的一部分（也就是和原来棱锥相似的一个小棱锥）得到，所以计算体积的时候，可以先算出原来棱锥的体积，再减去和它相似的小棱锥的体积。棱锥被平行于底面的平面所截时，截面的面积与底面面积的比，等于小棱锥和原棱锥的高的比的平方。假设原棱锥的高是{\displaystyle H}，那么小棱锥的高是{\displaystyle H-h}。也就是说：
所以：
棱台的体积等于原棱锥体积减去小棱锥的体积：
{\displaystyle V={\frac {S_{d}H}{3}}-{\frac {S_{u}(H-h)}{3}}={\frac {(S_{d}{\sqrt {S_{d}}}-S_{u}{\sqrt {S_{u}}})h}{3({\sqrt {S_{d}}}-{\sqrt {S_{u}}})}}={\frac {h}{3}}\left(S_{d}+S_{u}+{\sqrt {S_{d}}}{\sqrt {S_{u}}}\right)}
对于正棱锥，假设它的底面是正n边形，边长分别为a和b，高是h，那么底面积是：{\displaystyle S_{u}={\frac {na^{2}}{4}}\cot {\frac {\pi }{n}},\quad S_{u}={\frac {nb^{2}}{4}}\cot {\frac {\pi }{n}}.}
所以它的体积是：

### 表面积
棱台的侧面展开图是由各个梯形侧面组成的，展开图的面积，就是各个侧面的面积之和，也就是原棱锥的侧面积减去小棱锥的侧面积Sc
{\displaystyle S_{c}=\sum _{i=1}^{n}S_{i}}，其中{\displaystyle S_{i},i=1,2\cdots ,n}是第 i 个侧面的面积。
棱台的表面积等于棱台的侧面积Sc加上底面积S。假设各个梯形侧面的高是hi，底边的长度是ai和bi，那么棱锥的侧面积：
{\displaystyle S_{c}=\sum _{i=1}^{n}S_{i}={\frac {1}{2}}\sum _{i=1}^{n}(a_{i}+b_{i})h_{i}.}

### 体积公式
棱台或圆台的体积是原立体图形的体积减去被截去部分的体积：
{\displaystyle V={\frac {h_{2}B_{2}-h_{1}B_{1}}{3}}}
B1 指一个底面的面积，B2指另一个底面的面积, and h1， h2 指原顶点分别到两底面的面积。
考虑到
{\displaystyle {\frac {B_{1}}{h_{1}^{2}}}={\frac {B_{2}}{h_{2}^{2}}}}
这个体积也可用平截头体的高 h = h2−h1  与两底面面积的希罗平均数表达：
{\displaystyle V={\frac {h}{3}}(B_{1}+B_{2}+{\sqrt {B_{1}B_{2}}})}
亚历山大里亚的希罗 推导出了这个公式并且凭借它遇到了虚数。
特别地， 圆台的体积是
{\displaystyle V={\frac {\pi h}{3}}(R_{1}^{2}+R_{2}^{2}+R_{1}R_{2})}
π 等于 3.14159265...，'R1, R2 是两底面的半径。

Pyramidal frustum.

底面为n边形的棱台的体积是
{\displaystyle V={\frac {nh}{12}}(a_{1}^{2}+a_{2}^{2}+a_{1}a_{2})\cot {\frac {180}{n}}}
a1 与 a2 是底面的边长。

### 表面积公式
对于一个正圆台，
{\displaystyle {\begin{aligned}{\text{Lateral Surface Area}}&=\pi (R_{1}+R_{2})s\\&=\pi (R_{1}+R_{2}){\sqrt {(R_{1}-R_{2})^{2}+h^{2}}}\end{aligned}}}
{\displaystyle {\begin{aligned}{\text{Total Surface Area}}&=\pi \left[(R_{1}+R_{2})s+R_{1}^{2}+R_{2}^{2}\right]\\&=\pi \left[(R_{1}+R_{2}){\sqrt {(R_{1}-R_{2})^{2}+h^{2}}}+R_{1}^{2}+R_{2}^{2}\right]\end{aligned}}}
Lateral Surface Area指侧面积，Total Surface Area指总面积，R1 and R2 为底面半径，s 为平截头体的斜高。
一个底面为正n边形的正棱台的表面积是
{\displaystyle A={\frac {n}{4}}\left[(a_{1}^{2}+a_{2}^{2})\cot {\frac {\pi }{n}}+{\sqrt {(a_{1}^{2}-a_{2}^{2})^{2}\sec ^{2}{\frac {\pi }{n}}+4h^{2}(a_{1}+a_{2})^{2}}}\right]}
a1 与 a2是两底面的边长。

## 链接
- Derivation of formula for the volume of frustums of pyramid and cone (Mathalino.com)
- 埃里克·韦斯坦因. . MathWorld.
- 埃里克·韦斯坦因. . MathWorld.
- Paper models of frustums (truncated pyramids) （页面存档备份，存于）
- Paper model of frustum (truncated cone) （页面存档备份，存于）
- Design paper models of conical frustum (truncated cones) （页面存档备份，存于）